# GP Sven Nys 2013
De 14e editie van de cyclocross GP Sven Nys op de Balenberg in Baal werd gehouden op 1 januari 2013. De wedstrijd maakte deel uit van de bpost bank trofee 2012-2013. De titelverdediger was de Belg Sven Nys, die dit jaar niet deelnam wegens ziekte. Zijn landgenoot Kevin Pauwels won voor het eerst de wedstrijd. Van de 36 gestarte renners, gaven 7 renners op.
Bij de vrouwen won Kateřina Nash. Ze was de snelste van 30 deelneemsters. Bij de beloften, juniores en nieuwelingen wonnen respectievelijk Wietse Bosmans, Mathieu van der Poel en Pascal Eenkhoorn. 

## Mannen elite

### Uitslag
| Plaats | Naam                | Ploeg                         | Tijd     |
| ------ | ------------------- | ----------------------------- | -------- |
| 1      | Kevin Pauwels       | Sunweb-Napoleon Games         | 1u01'00" |
| 2      | Zdeněk Štybar       | Omega Pharma-Quick-Step       | + 1'09"  |
| 3      | Niels Albert        | BKCP-Powerplus                | + 1'20"  |
| 4      | Rob Peeters         | Vastgoedservice Golden Palace | + 1'29"  |
| 5      | Klaas Vantornout    | Sunweb-Napoleon Games         | + 1'35"  |
| 6      | Thijs van Amerongen | AA Drink                      | + 1'44"  |
| 7      | Bart Wellens        | Telenet-Fidea                 | + 2'24"  |
| 8      | Bart Aernouts       | AA Drink                      | + 2'28   |
| 9      | Jonathan Page       | Sunweb-Napoleon Games         | + 2'35"  |
| 10     | Radomir Simunek     | KwadrO-Stannah                | + 2'42"  |
| 11     | 0                   |                               |          |
| 12     | 0                   |                               |          |
| 13     | 0                   |                               |          |
| 14     | 0                   |                               |          |
| 15     | 0                   |                               |          |

| Pos. | Punten |
| ---- | ------ |
| 1    | 80     |
| 2    | 60     |
| 3    | 40     |
| 4    | 30     |
| 5    | 25     |
| 6    | 20     |
| 7    | 17     |
| 8    | 15     |
| 9    | 12     |
| 10   | 10     |
| 11   | 8      |
| 12   | 5      |
| 13   | 4      |
| 14   | 2      |
| 15   | 1      |

## Vrouwen elite

### Uitslag
| Plaats | Naam                 | Ploeg                       | Tijd    |
| ------ | -------------------- | --------------------------- | ------- |
| 1      | Kateřina Nash        | Team LUNA Chinx             | 42'27"  |
| 2      | Nikki Harris         | Telenet-Fidea               | + 35"   |
| 3      | Sanne Cant           | IKO Enertherm-BKCP          | + 1'18" |
| 4      | Helen Wyman          | Kona                        | + 2'16" |
| 5      | Annie Last           | Trek Factory Racing         | + 3'06" |
| 6      | Anna van der Breggen | Rabo Liv Women Cycling Team | + 3'39" |
| 7      | Meredith Miller      | onbekend                    | + 3'49" |
| 8      | Pavla Havlíková      | Brothers Bike Team          | + 3'52  |
| 9      | Ellen Van Loy        | onbekend                    | + 4'33" |
| 10     | Githa Michiels       | Toke Print                  | + 5'04" |
| 11     | 0                    |                             |         |
| 12     | 0                    |                             |         |
| 13     | 0                    |                             |         |
| 14     | 0                    |                             |         |
| 15     | 0                    |                             |         |

| Pos. | Punten |
| ---- | ------ |
| 1    | 80     |
| 2    | 60     |
| 3    | 40     |
| 4    | 30     |
| 5    | 25     |
| 6    | 20     |
| 7    | 17     |
| 8    | 15     |
| 9    | 12     |
| 10   | 10     |
| 11   | 8      |
| 12   | 5      |
| 13   | 4      |
| 14   | 2      |
| 15   | 1      |

## Mannen beloften
| Plaats | Naam              | Ploeg                 | Tijd    |
| ------ | ----------------- | --------------------- | ------- |
| 1      | Wietse Bosmans    | BKCP-Powerplus        | 52'29"  |
| 2      | Gianni Vermeersch | Sunweb-Napoleon Games | + 52"   |
| 3      | Corné Van Kessel  | Telenet-Fidea         | + 1'08" |

## Jongens juniores
| Plaats | Naam                 | Ploeg          | Tijd    |
| ------ | -------------------- | -------------- | ------- |
| 1      | Mathieu van der Poel | BKCP-Powerplus | 41'44"  |
| 2      | Yannick Peeters      | onbekend       | + 2'09" |
| 3      | Quinten Hermans      | Telenet-Fidea  | + 2'31" |

## Jongens nieuwelingen
| Plaats | Naam             | Ploeg    | Tijd   |
| ------ | ---------------- | -------- | ------ |
| 1      | Pascal Eenkhoorn | onbekend | 30'13" |
| 2      | Eli Iserbyt      | onbekend | + 18"  |
| 3      | Johan Jacobs     | onbekend | + 39"  |

2000 · 
2001 · 
2002 · 
2003 · 
2004 · 
2005 · 
2006 · 
2007 · 
2008 · 
2009 · 
2010 · 
2011 · 
2012 · 
2013 ·
2014 · 
2015 · 
2016 ·
2017 ·
2018 ·
2019 ·
2020 ·
2021 ·
2022 ·
2023 ·
2024 ·
2025